# Tour Jeanne-d'Arc
La tour Jeanne-d'Arc (ou « donjon » et anciennement « Grosse Tour ») était la tour maîtresse du château de Rouen construit par Philippe Auguste à partir de 1204. Cet imposant édifice, le seul vestige du château restant en élévation, se dresse sur la commune française de Rouen dans le département de la Seine-Maritime, en région Normandie.
La tour Jeanne-d'Arc fait l’objet d’un classement au titre des monuments historiques par la liste de 1840.

## Localisation
La tour est située, sur la colline de Bouvreuil, à 700 mètres au nord-nord-ouest de la cathédrale Notre-Dame de Rouen, dans le département français de la Seine-Maritime.

## Historique
Le donjon a été le cadre d'une séance lors du procès de condamnation de Jeanne d'Arc, où elle fut menacée de torture et mise en présence de ses bourreaux et des instruments de torture.
Jeanne d'Arc y affirma :
« Vrayement, se vous me debviez distraire les membres et faire partir l'ame du corps, si ne vous en diray je aultre chose. Et apprez vous disoye, je diroye que le me auriez faict dire par force (Vraiment, si vous me deviez faire écarter les membres et faire partir l’âme du corps, oui, je ne vous dirais autre chose ; et si je vous en disais quelque chose, après je dirais toujours que vous me l’auriez fait dire de force.),,. ».

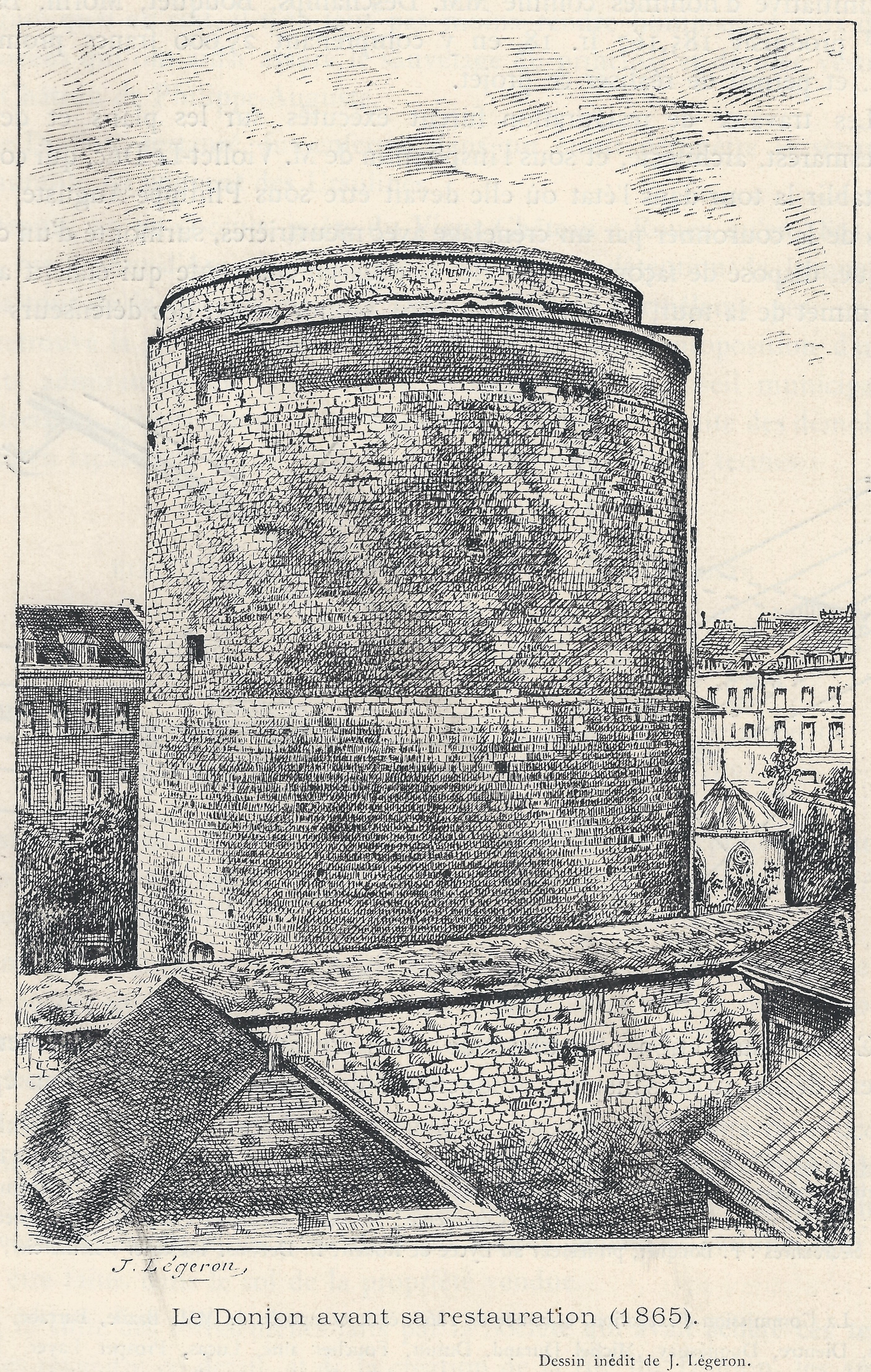
Le donjon avant sa restauration (1865). Dessin de Jean Légeron.

Contrairement aux dires qui expliquent son nom actuel, elle ne fut pas emprisonnée dans ce donjon, mais dans une des tours, dite tour de la Pucelle, aujourd'hui détruite, dont les substructions sont encore visibles au no 102 rue Jeanne-d'Arc. Sur cet immeuble, une plaque de marbre noir rappelle ce fait, de même qu'une sculpture dans la pierre calcaire représentant le château. La cour centrale intérieure de l'immeuble qui bénéficie d'une servitude, a été conçue en fonction de ces vestiges archéologiques. Elle renferme les vestiges d'un puits, et une galerie en surplomb permettant à la fois leur observation par le public et l'accès aux appartements.
Durant la Seconde Guerre mondiale, le donjon est camouflé et transformé en bunker par les forces allemandes. La partie supérieure de la tour est alors bétonnée.

## Description

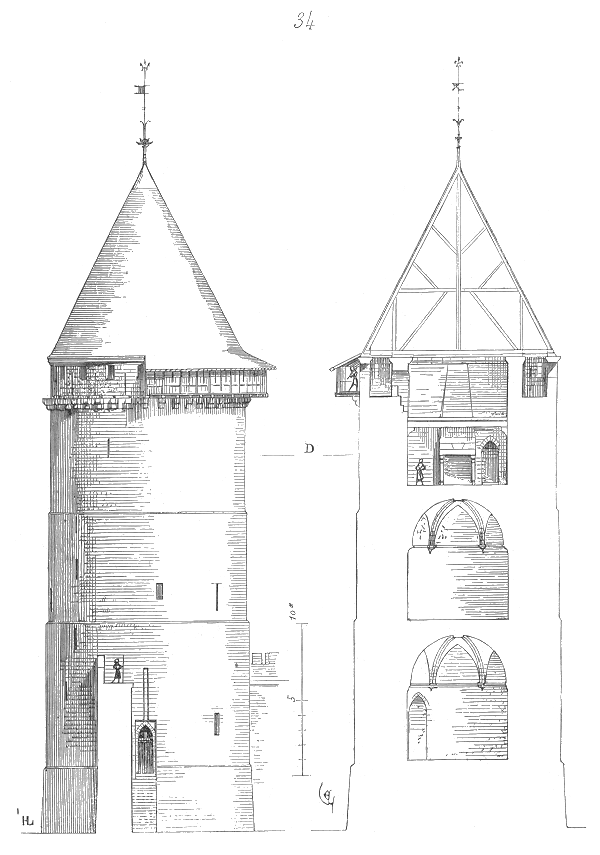
Plan en coupe du donjon de Rouen.

Il s'agit d'une tour circulaire massive construite en calcaire local, de trente mètres de haut et de quatorze mètres de diamètre avec des murs épais de quatre mètres d’épaisseur, percée de rares et étroites meurtrières. Elle comprend quatre étages qui avaient des fonctions bien définies. Deux de ces étages sont voûtés sur croisées d'ogives, et le dernier donne sur un chemin de ronde muni de hourds de bois reposant sur des corbeaux de pierre. On accédait à la tour à quelques mètres du sol par la courtine à l'aide de ponts volants.
La toiture en poivrière a été rajoutée lors des travaux de restauration, réalisés de 1866 à 1874 par l'architecte en chef de la ville Louis Desmarest, sur les avis de Viollet-le-Duc, et les hourds ont été reconstitués.

## Tourisme
Aujourd'hui, la tour, située entre la rue Bouvreuil et la rue du Donjon, est aménagée en musée.
Depuis 2017, le Donjon accueille également des décors de reconstitution dans le cadre d’escape game historiques à visée ludique et éducative.
Après « Le Complot de Dammartin » (XIIIe siècle) et « Le Mystère de Blanchard » (XVe siècle), le décor de la tour aborde la période de la Seconde Guerre mondiale (1939-1945) en reconstituant le bunker durant l’occupation dans le scénario « Libérez Rouen ! ».